# Kano

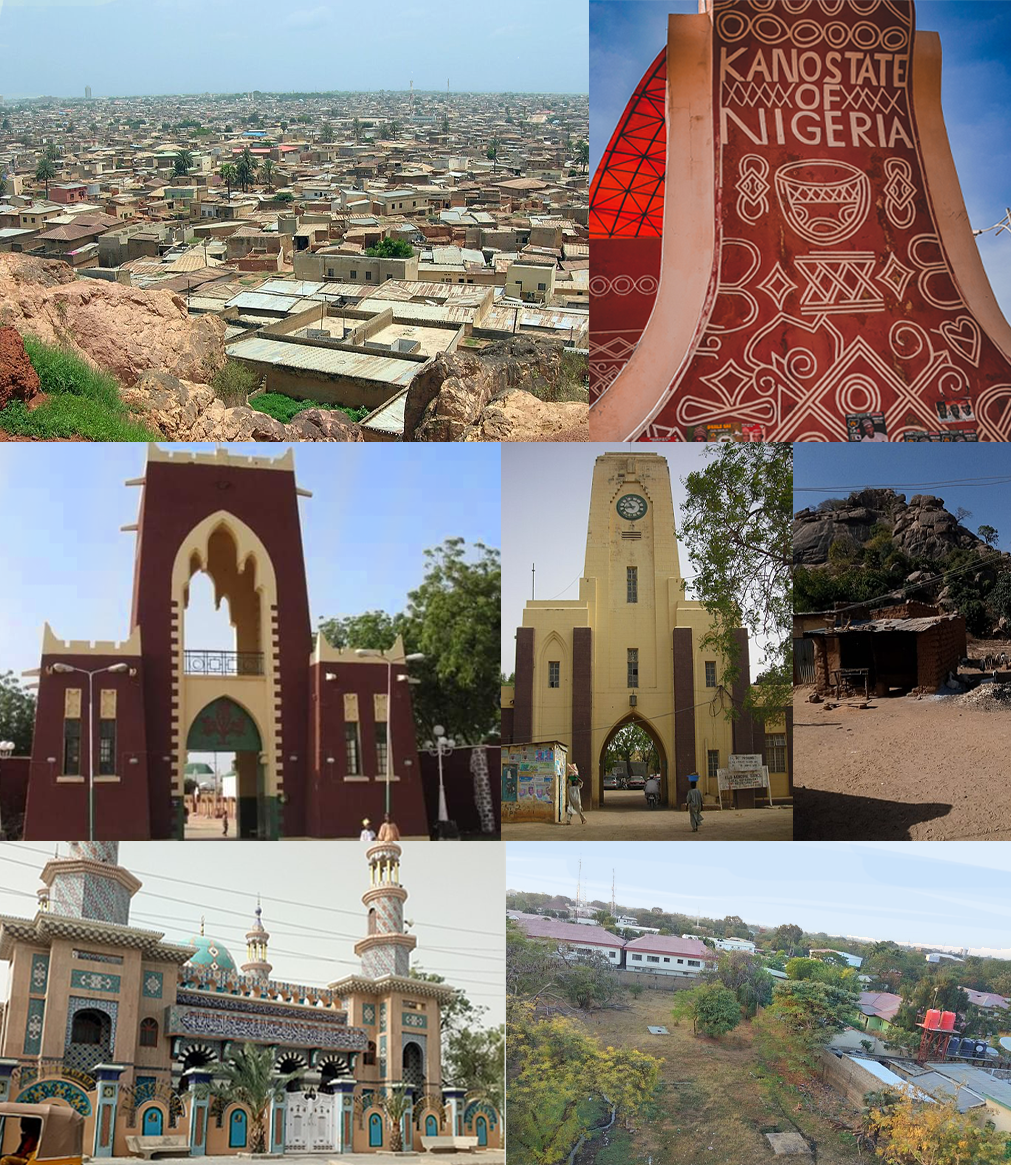
Kano

Kano ist die Hauptstadt des gleichnamigen Bundesstaates Kano in Nigeria. Sie ist mit 2.395.375 Einwohnern (Berechnungsstand 2012) die viertgrößte Stadt des Landes nach Lagos, Ibadan und Benin City.

## Geographie

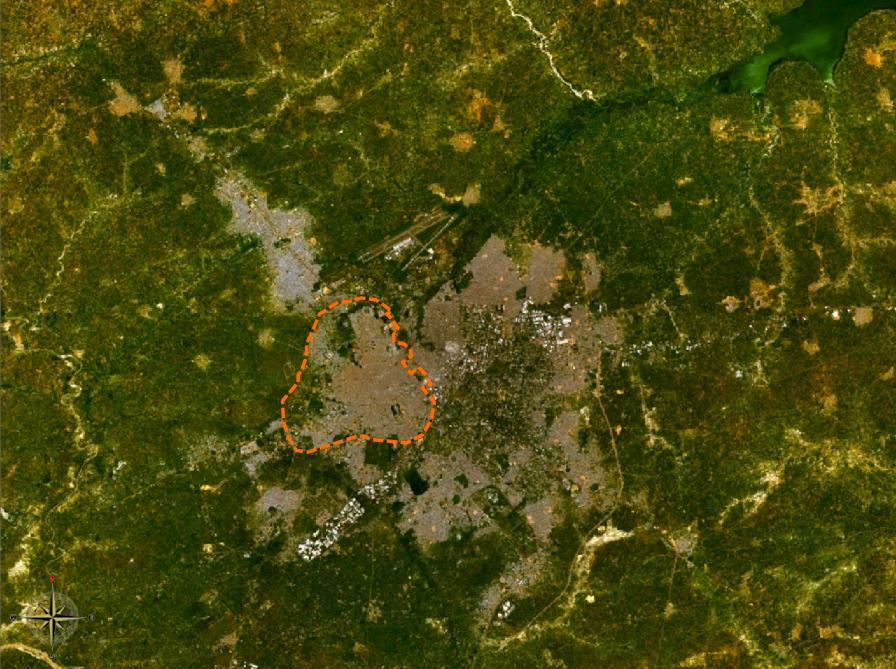
Satellitenkarte mit dem Verlauf der Stadtmauer um das Stadtzentrum

Kano liegt im Norden des Landes, nordöstlich der Stadt Kaduna und ca. 440 km von der Hauptstadt Abuja entfernt auf einer Höhe von 488 m ü. M. Die Temperaturen schwanken zwischen 21 Grad Celsius im Januar und 31 Grad Celsius im April. Die Niederschläge verteilen sich vor allem auf die Zeit von Juli bis September, die mit heftigen Sandstürmen beginnt und endet. Die Stadt und ihre Umgebung liegen ca. 480 km von der Südgrenze der Sahara entfernt und liegen in der Ökozone der Savanne.

## Geschichte

### Gründungsgeschichte
Die Stadt Kano wurde zu unbekannter Zeit gegründet. Nach der Bayajidda-Legende der Hausa erreichte der Gründungsheld Bayajidda von Bornu kommend zuerst Kano, wo er sich sein Schwert schmieden ließ, und dann Daura. Nach der in der Kano-Chronik festgehaltenen lokalen Ursprungslegende gilt Bagauda als der Begründer der lokalen Dynastie. Die Chronik datiert ihn entsprechend den angegebenen Regierungslängen zwar auf das 10. Jahrhundert, aber sein Zweitname Dawud/David und die Namen seiner Nachfolger sind als Restelemente einer vorislamischen israelitischen Tradition zu deuten. Bemerkenswert ist weiterhin die von der Chronik angeführte feste Einbindung der „heidnischen“ Maguzawa oder Azna in die frühe städtische Gemeinschaft.

### Beginn der Islamisierung
Festen lokalhistorischen Boden betreten die Chronisten erst mit ihrer Darstellung der Islamisierung durch die Wangara-Händler aus Mali zur Regierungszeit des Yaji (1349–1385). Teile der Staatsbeamtenschaft leisteten auf der Grundlage des sakralen Königtums erbitterten Widerstand gegen die neue Religion. Insgesamt bestanden die wichtigsten Ämter des sakralen Königtums in nur leicht veränderter Form bis zu Beginn des 19. Jahrhunderts fort: der Galadima war Vorsitzender des Staatsrates, der Madaki oder Kaura Führer des Gesamtheeres und der Sarkin Jarmai Führer der Palasttruppen und die Maidaki amtliche Königinmutter und damit Schirmherrin aller wichtigen Staatsgeschäfte. Erst unter Muhammad Rumfa (1463–1499) machte der Islam erste signifikante Fortschritte. Unter dem Einfluss des nordafrikanischen Gelehrten und Predigers al-Maghīlī ließ er an der Stelle des heiligen Baumes eine Freitagsmoschee errichten. Weiterhin führte er den islamisch begründeten Brauch ein, Frauen aus dem öffentlichen Raum fernzuhalten (kulle). Daneben bestand jedoch die Praxis der Opfer für das nationale Dirki-Heiligtum weiter.

### Der Sokoto-Dschihad

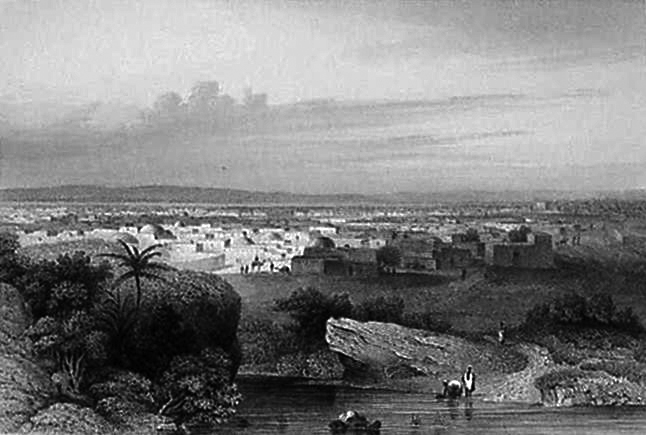
Stahlstich aus Meyer's Universum

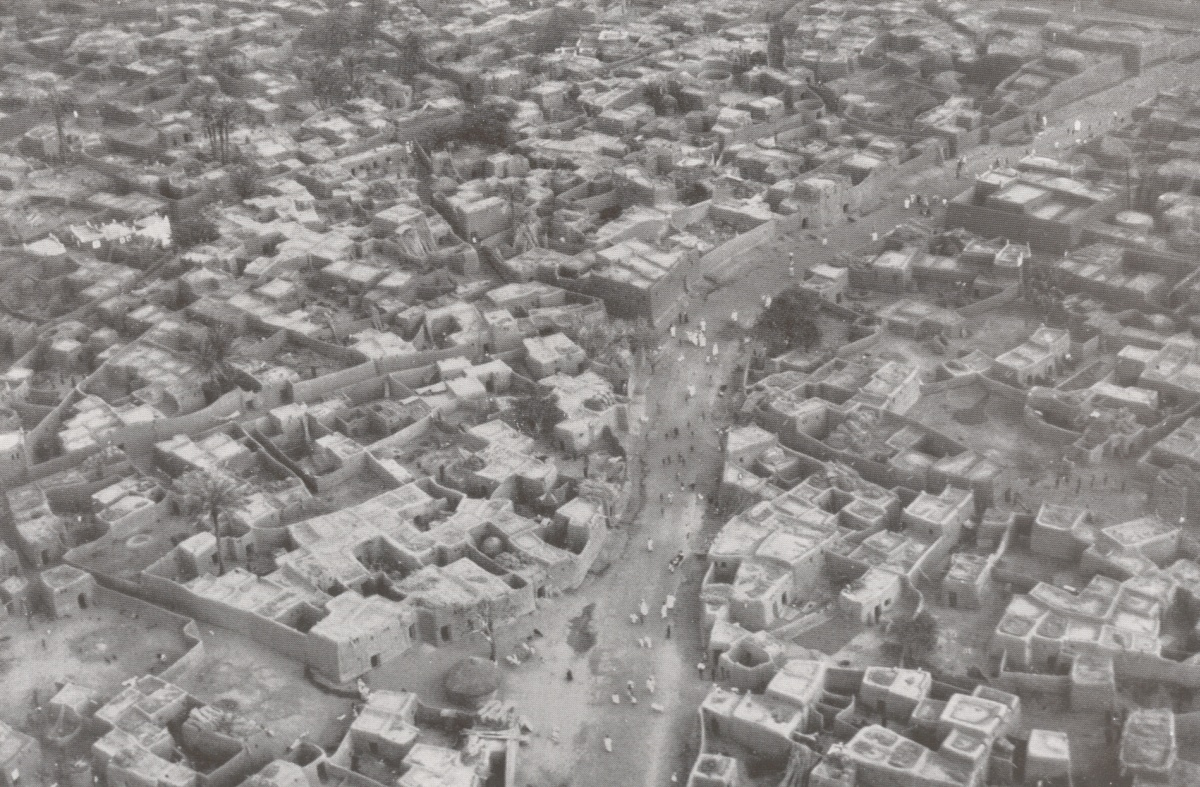
Kano im Dezember 1930. Luftbild von Walter Mittelholzer

Der 1804 von dem Fulani-Gelehrten Usman dan Fodio im westlichen Gobir ausgerufene Dschihad wurde von seinen Stammesgenossen mit seiner Billigung auch gegen andere Hausakönige befolgt. Nach der Eroberung der Stadt durch die Fulani 1806 und die Flucht des Königs Alwali dan Yaji (1781–1807) entfernten die Fulani alle wichtigen Hausa-Beamten aus ihren Ämtern. Anschließend kam es zu einer schnellen sprachlichen und kulturellen Hausaisierung der herrschenden Sulleibawa-Fulani. Neben dem Bruch der politischen Kontinuität führte die politisch gewollte Islamisierung zu größeren Traditionsverlusten. Weltliche Ämter wurden in Kano ebenso wie in anderen Hausastaaten gezielt in ihrer Bedeutung eingeschränkt.
Während des gesamten 19. Jahrhunderts blieb Kano eine semi-autonome Provinz innerhalb des Sokoto-Kalifats. Wie Heinrich Barth bei seinem einmonatigen Aufenthalt in der Stadt 1851 feststellte, war Kano zu seiner Zeit die bei weitem aktivste Handwerker- und Handelsstadt aller von ihm besuchten Städte in Westafrika. Nach seiner Schätzung hatte die Stadt 60.000 Einwohner, weniger als die Hälfte davon waren Sklaven.
1903 eroberten die Briten Kano und integrierten die Stadt in das Protektorat Nordnigeria. Die von ihnen eingerichteten modernen Verwaltungsstrukturen führten zur Einschränkung der Macht des Königs.

## Anschläge durch Boko Haram
Am 20. Januar 2012 wurde Kano in einer großangelegten Anschlagsserie der islamistischen Terrororganisation Boko Haram angegriffen. Dabei kamen mindestens 191 Menschen ums Leben. Es wurden das Hauptquartier der Polizei, drei Polizeistationen, das Gebäude des Innenministeriums und das des staatlichen Inlandsgeheimdienstes (SSS) mit Autobomben angegriffen. So sollen innerhalb von wenigen Minuten 20 Explosionen gezählt worden sein. Danach wurde von als Polizisten getarnten Attentätern auf die Fliehenden geschossen. Die Bevölkerung floh in Panik aus den betroffenen Stadtvierteln. Der Gouverneur des Bundesstaates Kano rief eine 24 Stunden dauernde Ausgangssperre aus. Zusätzlich wurden mehrere tausend Soldaten in die Stadt geschickt. Am 29. April 2012 wurden insgesamt 15 Teilnehmer an zwei christlichen Gottesdiensten durch Sprengsätze und Schüsse getötet.
Am 18. März kam es zu einem weiteren Bombenanschlag auf einen Bus in Kano, der mindestens 20 Todesopfer forderte.
Am 18. November 2015 war Kano erneut Ziel eines Bombenanschlags, als zwei junge Mädchen in einem belebten Einkaufsviertel Sprengstoffgürtel zündeten und mindestens 15 Menschen töteten.

## Einwohnerentwicklung
| Jahr              | Einwohnerzahl |
| ----------------- | ------------- |
| 1963              | 295.432       |
| 1973              | 322.000       |
| 1991              | 2.166.554     |
| 2005 (Schätzung)  | 3.626.204     |
| 2012 (Berechnung) | 2.395.375     |
| 2017 (Berechnung) | 3.739.000     |

Eine Prognose aus dem Jahre 2014 rechnet damit, dass die Bevölkerung von Kano bis zum Jahre 2050 auf 10,4 Millionen Einwohner anwachsen wird. Für das Jahr 2100 wird mit 28,3 Millionen Einwohnern gerechnet, womit Kano zu einer der größten Städte der Welt anwachsen würde.

## Sehenswürdigkeiten

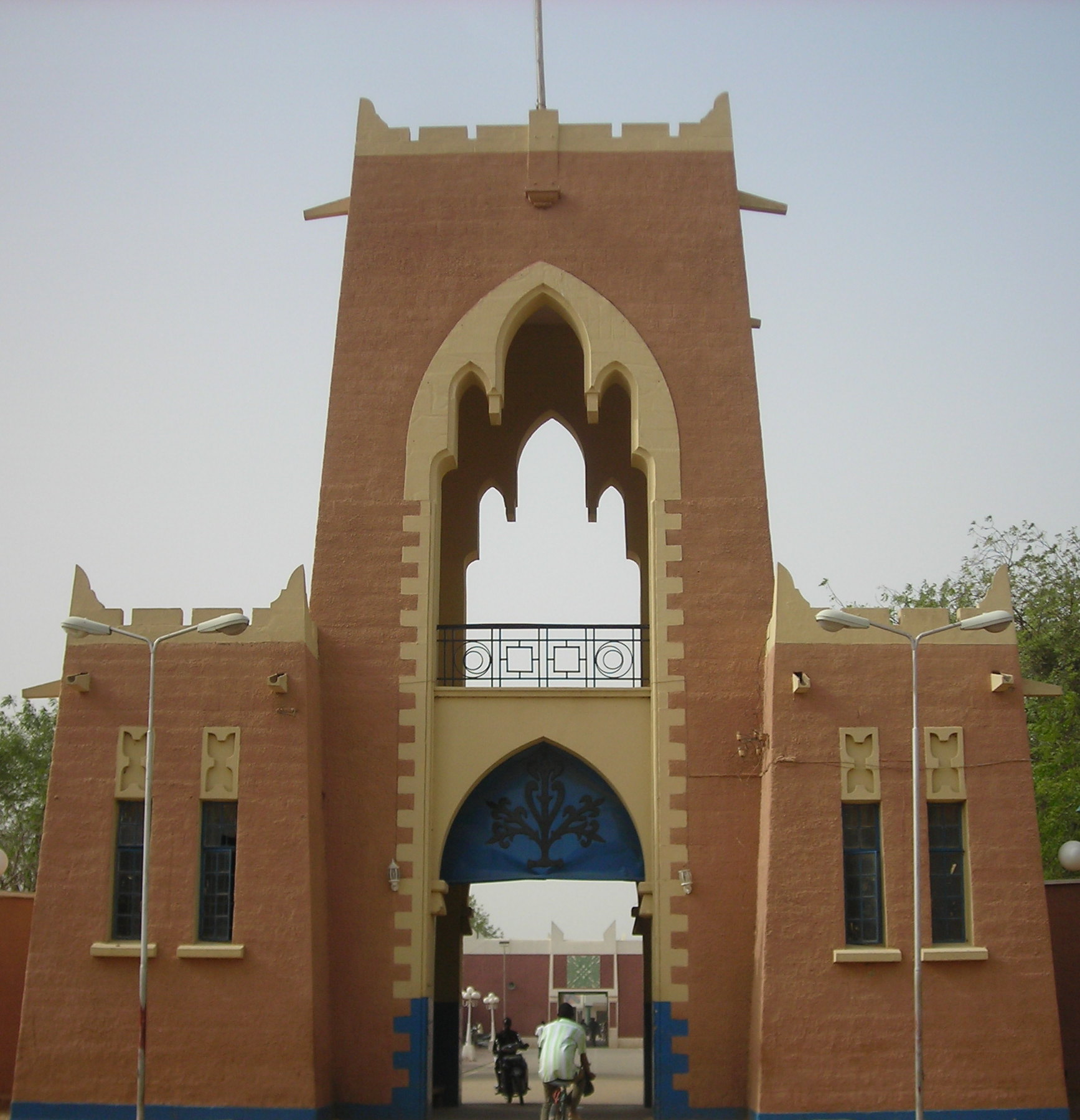
Großes Tor des Emirpalastes Gidan Rumfa

Erkennbar sind die Lehmreste der einstigen Stadtmauer mit einer Länge von 19,2 km. Einige angedeutete von ehemals 18 Stadttoren erinnern an die vorkoloniale Stadt. Der große Emirspalast Gidan Rumfa und die 1963 erbaute Große Moschee von Kano beherrschen weiterhin das Zentrum der Stadt. Zugänglich für Besucher ist besonders das südlich davon gelegene Makama-Museum. Aufsehen erregend sind die unter Beteiligung des Emirs durchgeführten Umritte von Teilen der Stadt zu den zwei großen islamischen Festen, dem al-adha und dem hawan salla (id al-fitr).
Das Durbar-Festival ist ein traditionelles Fest mit Paraden von Reitern und Fußsoldaten, das alljährlich zum Fest des Fastenbrechens oder zum Islamischen Opferfest in Kano und anderen Orten veranstaltet wird.

## Wirtschaft und Infrastruktur

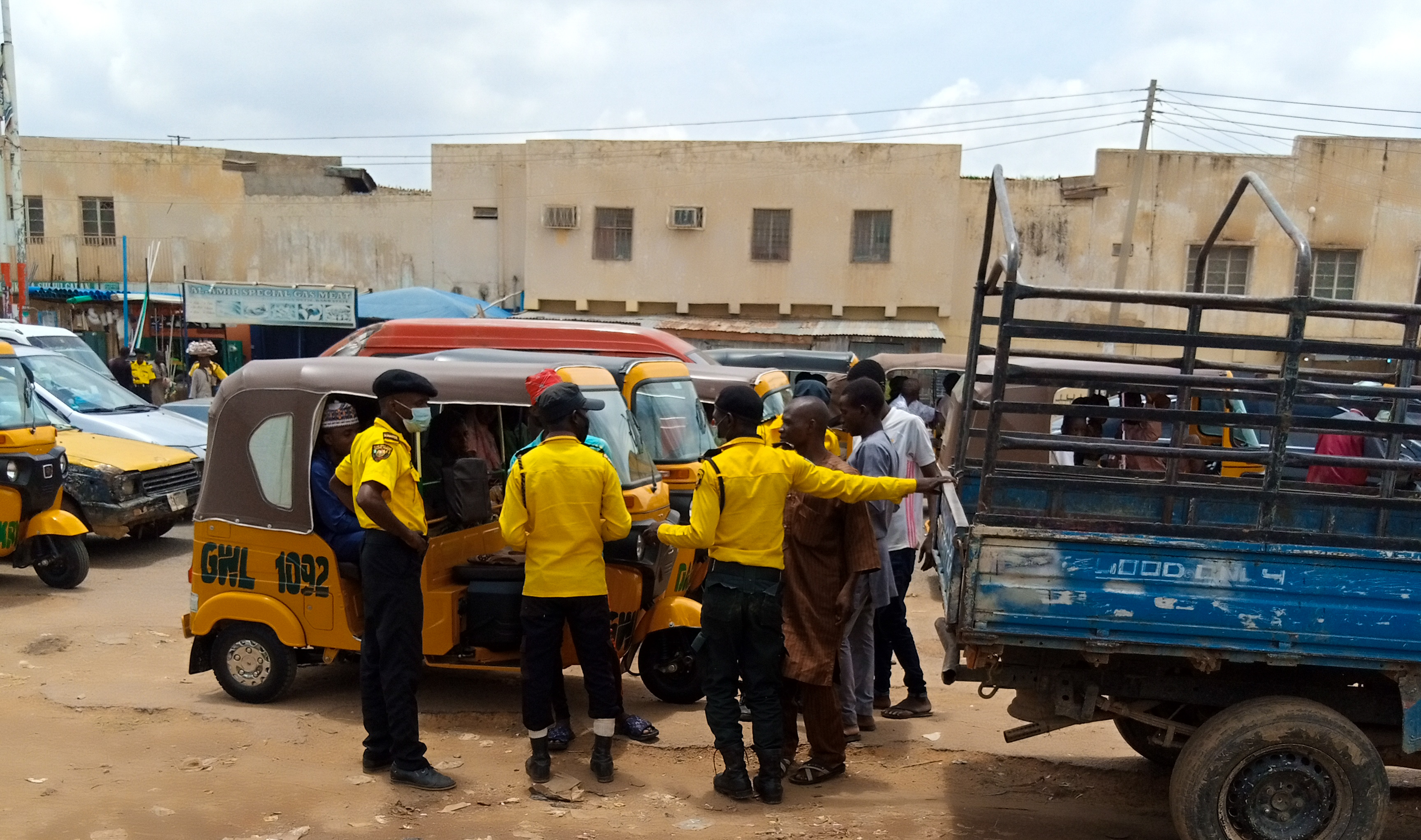
Straße in Kano

In Kano kreuzen sich zwei transafrikanische Straßenrouten:
- Trans-African Highway  (TAH 2), Algier-Lagos-Highway
- Trans-African Highway  (TAH 5), Dakar-N’Djamena-Highway

Zwar gilt Kano als Wirtschaftszentrum des Nordens von Nigeria, aber auch als am wenigsten entwickelte Metropole Nigerias. Das Stadtbild ist von traditionellen Vierteln in der Altstadt innerhalb der alten Stadtmauern und modernen Vierteln im Norden und Westen der Stadt geprägt. Kano erhielt 1906 einen Straßen- und 1911 mit der Baro-Kano Railway einen Eisenbahnanschluss. Der Mallam Aminu Kano International Airport am nördlichen Stadtrand zählte im Jahr 2009 323.482 Passagiere und ist damit der größte Flughafen in Nordnigeria und der viertgrößte Flughafen des Landes.

## Söhne und Töchter der Stadt
- Aminu Kano (1920–1983), Politiker
- Al-Haji Yusuf Maitama Sule (1929–2017), Historiker, Politiker und Diplomat
- Akin Mabogunje (1931–2022), Geograph[14]
- Murtala Mohammed (1938–1976), Militär und Politiker; Staatspräsident 1975–1976
- Sani Abacha (1943–1998), Militär und Politiker; Staatspräsident 1993–1998
- Johannes Okoro (* 1949), Bischof der Altkatholischen Kirche Österreichs 2008–2015
- Malam Ibrahim Shekarau (* 1955), Politiker
- Aliko Dangote (* 1957), Unternehmer
- Abdulsamad Rabiu (* 1960), Unternehmer
- Yinka Dare (1972–2004), Basketballspieler
- Aisha Yesufu (* 1973), Menschenrechtsaktivistin
- Jessica McIntyre (* 1976), deutsch-britische Schauspielerin
- Abdul Iyodo (* 1979), Fußballspieler
- Dickson Etuhu (* 1982), Fußballspieler
- Kelvin Etuhu (* 1988), Fußballspieler
- Alhassan Yusuf (* 2000), Fußballspieler
- Chukwubuike Adamu (* 2001), Fußballspieler

## Klimatabelle
|                       | Jan  | Feb  | Mär  | Apr  | Mai  | Jun  | Jul  | Aug  | Sep  | Okt  | Nov  | Dez  |   |      |
| Mittl. Tagesmax. (°C) | 29,4 | 32,6 | 36,6 | 38,6 | 37,8 | 34,3 | 32,1 | 31,1 | 32,7 | 35,3 | 32,7 | 29,6 | ⌀ | 33,6 |
| Mittl. Tagesmin. (°C) | 13,2 | 15,9 | 20,4 | 24,1 | 24,8 | 23,1 | 21,4 | 21,2 | 21,4 | 20,3 | 16,6 | 13,9 | ⌀ | 19,7 |
|                       |      |      |      |      |      |      |      |      |      |      |      |      |   |      |
| Niederschlag (mm)     | 0    | 0    | 2    | 12   | 50   | 118  | 174  | 228  | 103  | 10   | 0    | 0    | Σ | 697  |
|                       |      |      |      |      |      |      |      |      |      |      |      |      |   |      |
| Sonnenstunden (h/d)   | 7,9  | 8,3  | 7,7  | 7,8  | 8,5  | 8,7  | 7,4  | 7,1  | 8,0  | 8,6  | 8,8  | 8,4  | ⌀ | 8,1  |
|                       |      |      |      |      |      |      |      |      |      |      |      |      |   |      |
| Regentage (d)         | 0    | 0    | 0    | 1    | 4    | 8    | 13   | 14   | 8    | 1    | 0    | 0    | Σ | 49   |
|                       |      |      |      |      |      |      |      |      |      |      |      |      |   |      |
| Luftfeuchtigkeit (%)  | 26   | 22   | 23   | 34   | 51   | 64   | 75   | 80   | 74   | 55   | 33   | 28   | ⌀ | 47,2 |

| 13,2 |

| 15,9 |

| 20,4 |

| 24,1 |

| 24,8 |

| 23,1 |

| 21,4 |

| 21,2 |

| 21,4 |

| 20,3 |

| 16,6 |

| 13,9 |

| 13,2 |

| 15,9 |

| 20,4 |

| 24,1 |

| 24,8 |

| 23,1 |

| 21,4 |

| 21,2 |

| 21,4 |

| 20,3 |

| 16,6 |

| 13,9 |